# Pselaphini
Pselaphini (лат.) — триба жуков-ощупников из семейства стафилинид.

## Описание
Мелкие красноватые или коричневатые жуки, многие из которых связаны с муравьями. Усики и щупики длинные и булавовидные. Взрослые жуки часто встречаются в гниющем растительном материале, таком как компост, опавшие листья, под корой. Вертлуги средних ног всегда длинные, более или менее булавовидные, бёдра не очень косо прикреплены к их концу, удалены от тазиков.

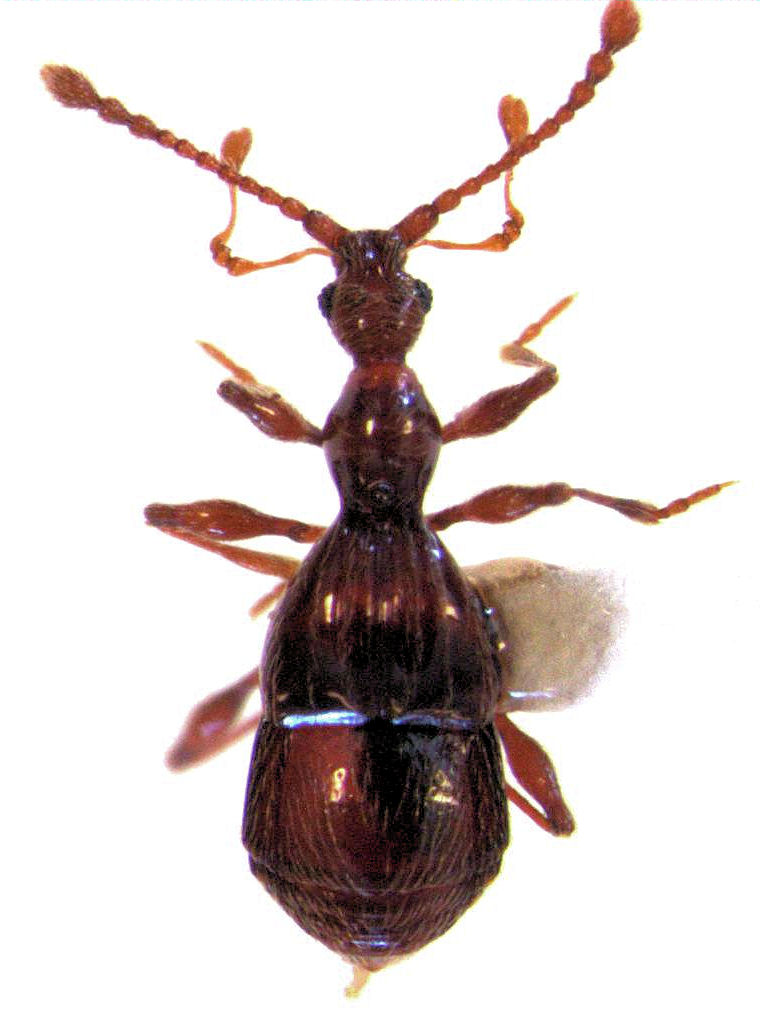
Dicentrius
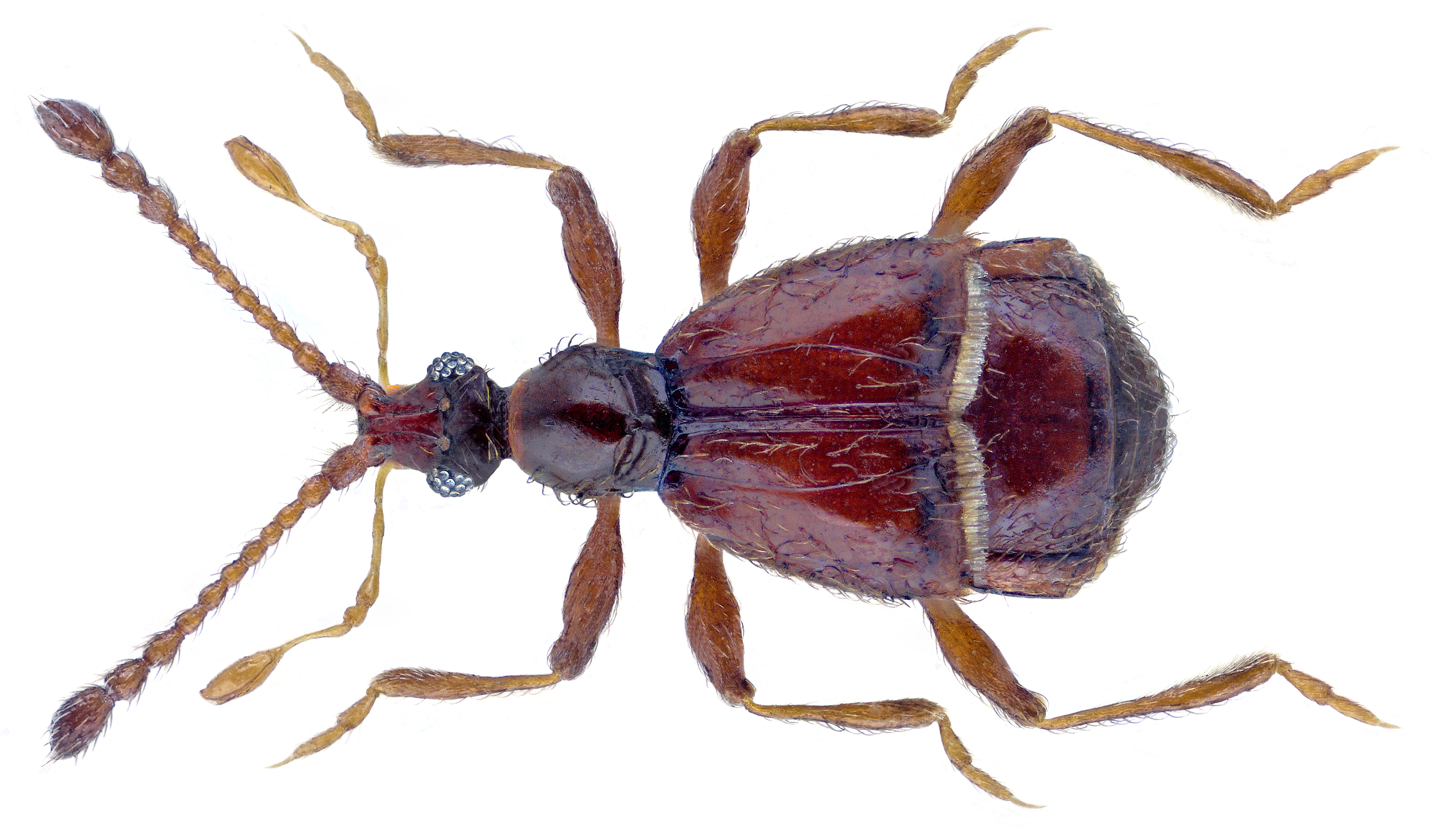
Pselaphaulax
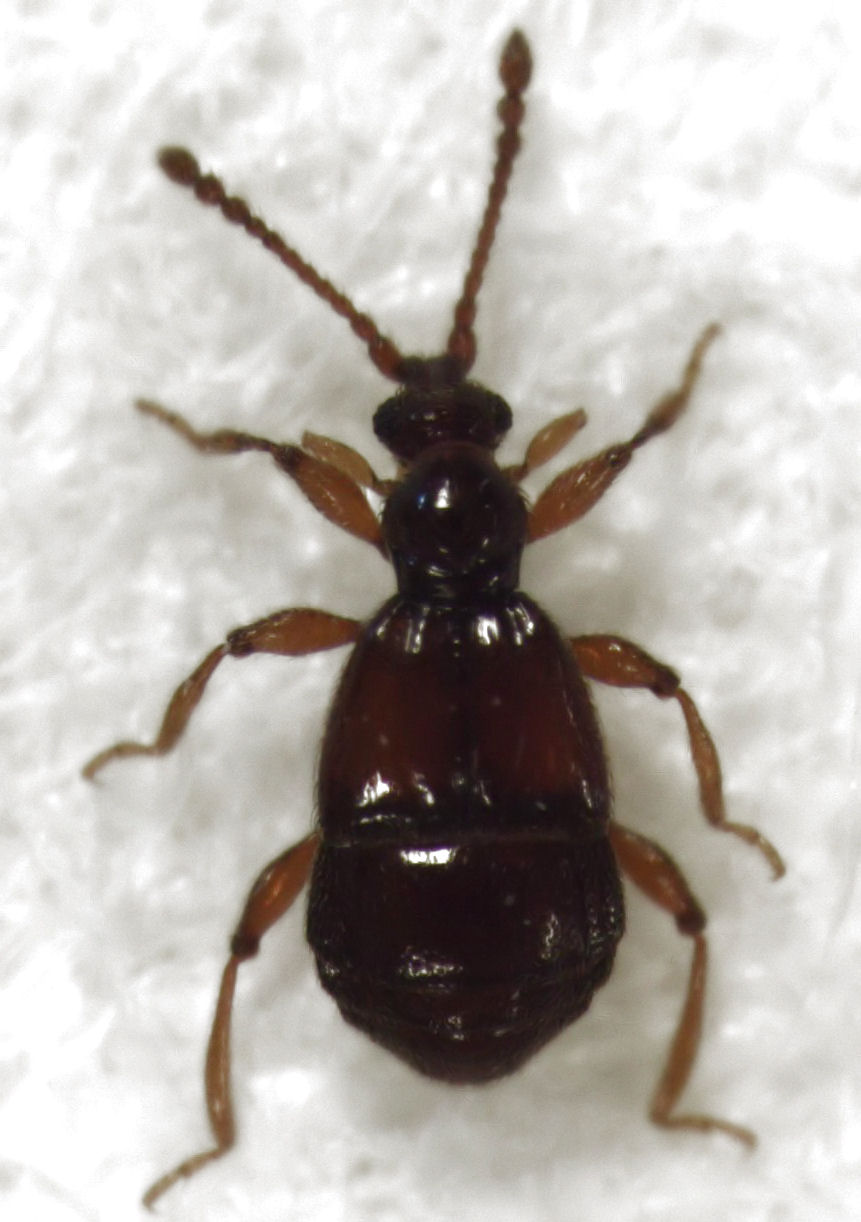
Pselaphophus
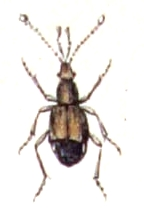
Pselaphus

## Перечень родов
- Afropselaphus Jeannel, 1950[2]
- Bellenden Chandler, 2001
- Curculionellus Westwood, 1870
- Dicentrius Reitter, 1882
- Geopselaphus Jeannel, 1956
- Himallaphus Löbl & Kodada, 2021[3]
- Hirashimanymus Nomura, 1990
- Kakadu Chandler, 2001
- Mareeba Chandler, 2001
- Margaris L.W.Schaufuss, 1877
- Maydena Chandler, 2001
- Mentraphus Sharp, 1883
- Nabepselaphus Nomura, 2002
- Neopselaphus Jeannel, 1951
- Peckiella Chandler, 2001
- Pselaphaulax Reitter, 1909
  - подрод Neopselaphaulax Jeannel, 1959
  - подрод Pselaphaulax Reitter, 1909
- Pselaphellus Raffray, 1908
- Pselaphischnus Raffray, 1897
- Pselaphogenius Reitter, 1910
- Pselaphophus Raffray, 1890
- Pselaphorites Jeannel, 1952
- Pselaphostomus Reitter, 1909
- Pselaphotheseus Park, 1964
- Pselaphotrichus Besuchet, 1986
- Pselaphus Herbst, 1792
- Tyraphus Sharp, 1874